# (145) Adeona
(145) Adeona ist ein Asteroid des mittleren Hauptgürtels, der am 3. Juni 1875 vom deutsch-US-amerikanischen Astronomen Christian Heinrich Friedrich Peters am Litchfield Observatory in New York entdeckt wurde.
Der Asteroid wurde benannt nach Adeona, der römischen Gottheit und Schutzpatronin der Heimkehr. Er wurde in derselben Nacht entdeckt wie (144) Vibilia, unmittelbar nach Peters’ Rückkehr aus Neuseeland von der Venustransit-Expedition im Jahr 1874.

## Wissenschaftliche Auswertung
Aus Ergebnissen der IRAS Minor Planet Survey (IMPS) wurden 1992 erstmals Angaben zu Durchmesser und Albedo für zahlreiche Asteroiden abgeleitet, darunter auch (145) Adeona, für die damals Werte von 151,1 km bzw. 0,04 erhalten wurden. Radarastronomische Untersuchungen am Arecibo-Observatorium vom 27. und 29. März 2001 bei 2,38 GHz ergaben einen effektiven Durchmesser von 151 ± 18 km mit Abmessungen der ellipsoidischen Gestalt von etwa 159 × 147 × 147 km. Eine Auswertung von Beobachtungen durch das Projekt NEOWISE im nahen Infrarot führte 2011 zu vorläufigen Werten für den Durchmesser und die Albedo im sichtbaren Bereich von 151,0 km bzw. 0,04. Ein Vergleich von Daten, die von 1978 bis 2011 an der Sternwarte Ondřejov in Tschechien und am Table Mountain Observatory in Kalifornien gesammelt wurden, mit den Daten von NEOWISE führte 2012 zu Werten für den Durchmesser und die Albedo von 151,0 km bzw. 0,05. Nach neuen Messungen mit NEOWISE wurden die Werte 2014 auf 124,5 oder 127,8 km bzw. 0,06 geändert. Nach der Reaktivierung von NEOWISE im Jahr 2013 und Registrierung neuer Daten wurden die Werte 2015 mit 115,5 km bzw. 0,05 angegeben, diese Angaben beinhalten aber hohe Unsicherheiten.
Eine spektroskopische Untersuchung von 820 Asteroiden zwischen November 1996 und September 2001 am La-Silla-Observatorium in Chile ergab für (145) Adeona eine taxonomische Klassifizierung als Caa- bzw. Ch-Typ. Spektroskopische Beobachtungen des Asteroiden am 19. September 2012 am Observatorium des Astronomischen Instituts der Russischen Akademie der Wissenschaften auf dem Pik Terskol lieferten Spektren, die dahingehend ausgewertet wurden, dass die Silicatkomponente ihres Oberflächenmaterials offensichtlich eine Mischung aus hydratisierten und oxidierten Verbindungen ist, darunter Oxide und Hydroxide von zwei- und dreiwertigem Eisen (Fe2+ und Fe3+) sowie kohliges Chondritmaterial. Ungewöhnlich scharfe Maxima im Reflexionsspektrum des Asteroiden konnten darüber hinaus als Lichtstreuung in einer schwachen Koma interpretiert werden, die aus Wasserdampf, Kohlenstoffdioxid (CO2) und submikrometergroßen Partikeln aus Eis oder Silicatstaub besteht. Eine solche Koma könnte bei geringem Sonnenabstand des Asteroiden auftreten, wenn die Temperatur auf der Oberfläche durch die Sonneneinstrahlung ansteigt. Diese Temperatur auf der Sonnenseite wurde für den Zeitpunkt der Beobachtung auf etwa 237 K abgeschätzt. Eine solche Sublimations-Aktivität wurde damit erstmals bei (145) Adeona und drei weiteren Asteroiden entdeckt und weist auf einen hohen Gehalt an Wasser und CO2 in ihrem Oberflächenmaterial hin. Erneute Beobachtungen zwischen 7. Februar und 13. Juni 2018 am Krim-Observatorium und an der Nationalen Sternwarte TÜBITAK in der Türkei beim folgenden Periheldurchgang von (145) Adeona konnten wieder eine Sublimations-Aktivität feststellen, was dann auch bei Messungen am 10. Dezember 2021 am Caucasus Mountain Observatory (CMO) des Sternberg-Instituts für Astronomie abermals der Fall war.
Photometrische Beobachtungen des Asteroiden erfolgten erstmals am 24. und 25. März 1979 am Table Mountain Observatory in Kalifornien. Aus den aufgezeichneten Daten konnte aber keine Rotationsperiode bestimmt werden. Weitere Messungen wurden am 16. und 19. September 1981 am La-Silla-Observatorium in Chile durchgeführt. In beiden Nächten konnten über etwa acht oder neun Stunden jeweils nur kurze Teilstücke einer Lichtkurven-Periodizität erfasst werden, dennoch wurde daraus auf eine mögliche Rotationsperiode von 20,6 h geschlossen. Beobachtungen vom 9. bis 12. Januar 1983 am Osservatorio Astronomico di Collurania-Teramo in Italien wurden dagegen zu einer Rotationsperiode von 8,1 h interpretiert. Um die Unsicherheit aufzuklären, erfolgten ausführliche photometrische Messungen des Asteroiden vom 2. bis 21. Dezember 2008 am Santana Observatory in Kalifornien. Aus der sehr detaillierten Lichtkurve konnte nun eine Rotationsperiode von 15,086 h bestimmt werden. Versuche, die Messergebnisse mit Perioden von 8 oder 20 Stunden in Übereinstimmung zu bringen, ergaben keine plausiblen Resultate.
Neue Beobachtungen vom 5. April bis 1. Juni 2010 am Organ Mesa Observatory in New Mexico konnten die Rotationsperiode mit einem Wert von 15,071 h bestätigen. Die Lichtkurve zeigte ein ungewöhnliches Schema mit vier Maxima und vier Minima pro Periode und es zeigte sich, dass die Daten von 1981 und 1983 ebenfalls kompatibel zu einer solchen Periodizität sind. Auch eine Messung vom 11. bis 19. Januar 2018 an der Palmer Divide Station des Center for Solar System Studies (CS3) in Colorado führte wieder auf eine Rotationsperiode von 15,068 h. Eine weitere Beobachtung vom 14. Februar bis 24. März 2018 mit dem ferngesteuerten Teleskop TRAPPIST-North am Oukaïmeden-Observatorium in Marokko ergab einen ähnlichen Wert von 15,083 h.
Aus den photometrischen Daten von 2008 und 2010 wurden in einer Untersuchung von 2018 erstmals zwei mögliche Positionen der Rotationsachse des Asteroiden abgeleitet. Als wahrscheinlichere der beiden wurde eine mit prograder Rotation und einer Rotationsperiode von 15,0709 h ausgewählt. Aus photometrischen Daten der Jahre 1977–2018 in Verbindung mit Daten von Gaia wurde dann in einer Untersuchung von 2020 mit dem Algorithmus Shaping Asteroids with Genetic Evolution (SAGE) ein Gestaltmodell mit einer Position für die Rotationsachse mit prograder Rotation und einer Rotationsperiode von 15,07096 h erstellt. Eine Anwendung thermophysikalischer Modelle ergab zunächst einen Wert für den Durchmesser von 149 ± 10 km, der unter Verwendung von Beobachtungsdaten einer Sternbedeckung vom 2. Februar 2005 auf einen mittleren Durchmesser von 145 +4/−3 km verbessert werden konnte.
Abschätzungen von Masse und Dichte für den Asteroiden (145) Adeona aufgrund von gravitativen Beeinflussungen auf Testkörper hatten in einer Untersuchung von 2012 zu einer Masse von etwa 2,08·1018 kg geführt, was mit einem angenommenen Durchmesser von etwa 150 km eine Dichte von 1,18 g/cm³ ergab bei einer Porosität von 47 %. Diese Werte besitzen eine Unsicherheit im Bereich von ±29 %. Ein umfangreiches Programm der Europäischen Südsternwarte (ESO) zielte darauf ab, die 3D-Form und damit die Dichte von großen Hauptgürtel-Asteroiden zu ermitteln, um ihre Entstehung und Entwicklung besser zu belegen. Es wurden dazu mit dem adaptiven Optikinstrument (AO) SPHERE des Very Large Telescope (VLT) am Paranal-Observatorium in Chile hochauflösende Bilder von 42 großen (D > 100 km) Hauptgürtel-Asteroiden aufgenommen, darunter auch (145) Adeona. Neben hochaufgelösten Bildern des Asteroiden (siehe Infobox) konnten in der finalen Auswertung 2022 unter anderem folgende Daten erfasst werden:
- Mittlerer Durchmesser 144 ± 3 km
- Abmessungen in drei Achsen (153 × 142 × 141) km
- Masse 2,4·1018 kg
- Dichte 1,52 g/cm³
- Albedo 0,05
- Rotationsperiode 15,07081 h
- Position der Rotationsachse mit prograder Rotation

## RaumsondeDawn
Im Rahmen des Projekts der Raumsonde Dawn lag nach den erfolgreich absolvierten Missionszielen der Orbits um (4) Vesta und (1) Ceres sogar noch ein Weiterflug zum Asteroiden (145) Adeona im Rahmen der Möglichkeiten. Allerdings war nicht mehr genug Xenon-Treibgas in den Tanks, um in einen Orbit um (145) Adeona einzuschwenken. Es wäre nur noch ein Vorbeiflug mit einer geringen Relativgeschwindigkeit von unter 1 km/s möglich gewesen, was aber trotzdem reiche Ausbeute versprochen hätte. Letztlich wurde aber entschieden, dass der wissenschaftliche Wert eines Vorbeiflugs an (145) Adeona nicht so groß war wie die weitere Erforschung von (1) Ceres. Als die Primärmission für Ceres am 30. Juni 2016 beendet war, erfolgte daher eine Verlängerung der Ceres-Mission und Dawn verblieb bis zum Missionsende im Orbit um (1) Ceres.

## Adeona-Familie
(145) Adeona ist namensgebendes und größtes Mitglied einer Asteroidenfamilie mit ähnlichen Bahneigenschaften, wie eine Große Halbachse von 2,54–2,71 AE, eine Exzentrizität von 0,15–0,18 und eine Bahnneigung von 11,2°–12,2°. Taxonomisch handelt es sich um Asteroiden der Spektralklasse C, die mittlere Albedo liegt bei 0,07. Der Adeona-Familie wurden im Jahr 2019 etwa 2900 Mitglieder zugerechnet, während ihr Alter auf 794 ± 184 Mio. Jahre geschätzt wird. Damals könnte ein Ursprungskörper von etwa 170 km Durchmesser von einem Impaktor mit einer Größe von mindestens 8,5 km getroffen worden sein, wodurch er etwa 58 % seiner Masse verlor.